# Archanara permagna
Archanara permagna là một loài bướm đêm trong họ Noctuidae.